# 卡瓦内酯

卡瓦内酯的结构通式，其中R_{1}和R_{2}之间常通过甲叉基（-O-CH_{2}-O-）桥连

卡瓦内酯是一类内酯，常见于卡瓦醉椒（Piper methysticum）的根，以及艷山薑（Alpinia zerumbet）等物种中。

## 化合物
- 麻醉椒苦素
- 二氢麻醉椒苦素